# Planurile Aliaților pentru industria germană după cel de-Al Doilea Război Mondial

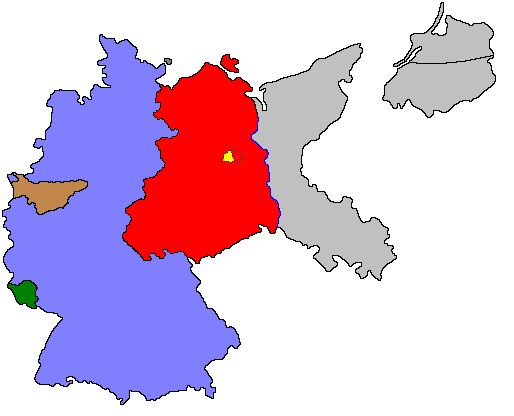
Granițele Germaniei de după al Doilea Război Mondial (1949). Germania de Vest este reprezentată în albastru, Germania de Est este reprezentată în roșu, protectoratul Saar sub control economic francez este reprezentată în verde. Regiunea Ruhr, motorul industrial al Germaniei de Vest, este reprezentată în maro, deoarece se afla într-o anumită măsură sub controlul Autoritatea Internațională pentru Ruhr. Teritoriile germane antebelice la est de linia Oder-Neisse sunt reprezentate în gri, deoarece au fost atribuite Poloniei sau anexate de către Uniunea Sovietică. Aceasta includea Silezia, al doilea mare centru industrial al Germaniei după Ruhr. Berlinul de Vest este reprezentat în galben.

Planurile industriale pentru Germania au fost proiecte pe care Aliații din cel de-al Doilea Război Mondial care trebuiau să fie impuse Germaniei în după înfrângerea din cel de-al Doilea Război Mondial pentru reducerea și gestionarea capacității industriale a Germaniei.

## Contextul general
La Conferința de la Potsdam (iulie-august 1945), SUA încercând să pună în aplicare Planul Morgenthau, elaborat de Henry Morgenthau Jr.⁠(d), secretarul Trezoreriei Statelor Unite,
Aliații învingători au decis să desființeze Forțele armate germane, precum și toate fabricile de muniții și industriile civile care le puteau sprijini. Aceasta a inclus distrugerea tuturor capacităților de construcție a navelor și avioanelor. În plus, învingătorii au decis ca industriile civile care ar fi putut avea potențial militar să fie restricționate. Restricționarea acestora din urmă a fost calibrată în funcție de „nevoile aprobate pe timp de pace” ale Germaniei, care au fost definite pe baza standardului european mediu. Pentru a ca să realizeze acest lucru, fiecare tip de industrie a fost analizat pentru c a să se facă o estimare a numărului și tipului de fabrici de care avea nevoie Germania în conformitate cu aceste limite privind nivelul minim al industriei.

## Nivelul planurilor sectoriale

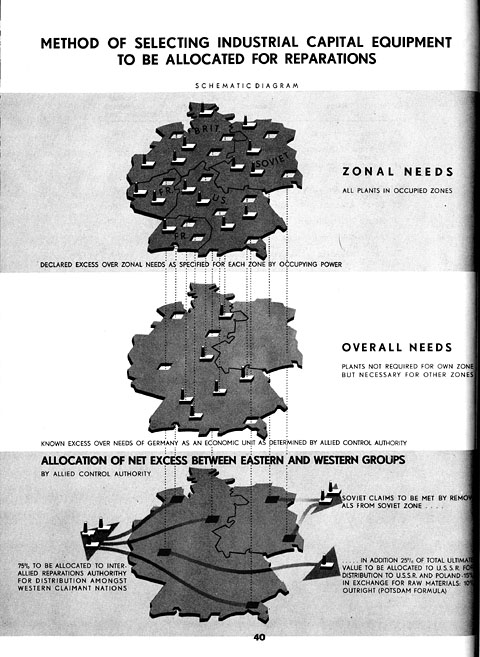
Politica de alocare a „surplusului” industriei grele germane.

Primul plan privind „nivelul industriei”, semnat de Aliați la 29 martie 1946, prevedea că industria grea germană urma să fie redusă la 50% din nivelul său din 1938 prin distrugerea a 1.500 de fabrici:348. În ianuarie 1946, Comisia Aliată de Control a pus bazele viitoarei economii germane prin plafonarea capacității de producție de oțel a Germaniei: maximul permis a fost stabilit la aproximativ 5.800.000 de tone de oțel pe an, echivalentul a 25% din nivelul de producție dinainte de război. Regatul Unit, în a cărui zonă de ocupație se afla cea mai mare parte a producției de oțel, a susținut o reducere mai puțin drastică de 12 milioane de tone de oțel pe an, dar a trebuit să se supună voinței SUA, Franței și Uniunii Sovietice (care au susținut o limită de 3 milioane de tone). Uzinele siderurgice devenite astfel excedentare urmau să fie desființate. Germania urma să fie redusă la nivelul de trai pe care îl cunoscuse la apogeul Marii crize economice (1932). Producția de automobile a fost stabilită la 10% din nivelurile de dinainte de război și reducerile de capacităților de producție au continuat în mod similar în restul ramurilor industriale.
La 2 februarie 1946, un raport de la Berlin detalia faptele astfel:
„ S-au înregistrat unele progrese în convertirea Germaniei la o economie bazată pe agricultură și industrie ușoară, a declarat generalul de brigadă William Henry Draper Jr.⁠(d), șeful diviziei economice americane, care a subliniat că există un acord general asupra acestui plan.

El a explicat că viitorul model industrial și economic al Germaniei a fost elaborat pentru o populație de 66.500.000 de locuitori. Pe această bază, a spus el, națiunea va avea nevoie de importuri mari de alimente și materii prime pentru ca să mențină un standard de viață minim.

S-a ajuns la un acord general cu privire la tipurile de exporturi germane — cărbune, cocs, echipamente electrice, articole din piele, bere, vinuri, băuturi spirtoase, jucării, instrumente muzicale, textile și îmbrăcăminte  — care să ia locul produselor industriei grele care constituiau majoritatea exporturilor germane înainte de război.:191”
.
Exporturile de lemn din zona de ocupație americană au fost deosebit de mari. Surse din cadrul guvernului american au recunoscut că scopul acestora era „distrugerea definitivă a potențialului de război al pădurilor germane”. Defrișarea extensivă datorată tăierilor la ras a dus la o situație care putea fi „înlocuită numai printr-o dezvoltare forestieră îndelungată, pe parcursul a poate unui secol”:119:70 . E. J. Bryce nota în martie 1948 că „în ritmul actual de defrișare, resursele zonei britanice vor fi epuizate în foarte puțini ani.”.
Primul plan a fost urmat ulterior de o serie de planuri noi, ultimul fiind semnat în 1949. Până în 1950, după finalizarea virtuală a planurilor de „nivel al industriei”, mult diminuate până atunci, echipamentele fuseseră demontate din 706 uzine de producție din vest, iar capacitatea de producție de oțel fusese redusă cu 6.700.000 de tone.

## Modificarea politicii
Începând cu jumătatea anului 1946, politica americană și britanică față de economia germană a început să se schimbe, fapt ilustrat de discursul din septembrie al lui Byrnes  Reformularea politicii privind Germania:178 (cunoscut și ca „discursul de la Stuttgart” sau „discursul speranței”). Dennis L. Bark și David R. Gress au susținut în A History of West Germany că Planul Morgenthau a ajuns să fie considerat ca provocând greutăți nejustificate, astfel încât abordarea a fost schimbată în timp spre una care încuraja expansiunea economică germană.  Ca parte a acestui demers, au fost ridicate nivelurile permise ale capacității industriale.:179
Potrivit lui Vladimir Petrov în Money and Conquest: Allied Occupation Currencies in World War II, motivul pentru schimbarea politicii de ocupație a SUA s-a bazat aproape exclusiv pe considerente economice. Deși o mare parte din costurile ocupației au fost suportate de economia germană, SUA și Regatul Unit au fost din ce în ce mai mult forțate să furnizeze alimente ca să prevină foametea în masă:261. Potrivit unor istorici, guvernul SUA a abandonat Planul Morgenthau în septembrie 1946, odată cu discursul „ Reformularea politicii privind Germania” al secretarului de stat James F. Byrnes. Alții au susținut că meritul ar trebui acordat fostului președinte al SUA Herbert Hoover care, într-unul dintre rapoartele sale din Germania din 1947, a pledat pentru o schimbare a politicii de ocupare, afirmând, printre altele:
 Există iluzia că Noua Germanie rămasă după anexări poate fi redusă la un „stat pastoral”. Acest lucru nu poate fi realizat decât dacă exterminăm sau mutăm 25 000 000 de oameni din ea.
Îngrijorările legate de redresarea lentă a economiei europene (care, înainte de război, era condusă de baza industrială germană) și de creșterea influenței sovietice în rândul populației germane supuse penuriei alimentare și mizeriei economice au determinat [[Șefii de Stat Major] Interarme] și generalii Clay și Marshall să înceapă să facă presiuni asupra administrației Truman pentru o schimbare de politică:14,15. Generalul Clay a comandat mai multe studii de specialitate cu privire la schimbările necesare în economia germană și a declarat:
Nu există nicio alegere între a fi comunist cu 1.500 de calorii pe zi și a crede în democrație cu o 1.000.
În iulie 1947, președintele Harry S. Truman a anulat, pe motive de „securitate națională”:15 directiva punitivă de ocupație JCS 1067, care a ordonat forțelor americane de ocupație din Germania să „nu ia nicio măsură care să vizeze reabilitarea economică a Germaniei [sau] care să fie menită să mențină sau să consolideze economia germană”. Aceasta a fost înlocuită de JCS 1779, care menționa în schimb că „o Europă ordonată și prosperă necesită contribuțiile economice ale unei Germanii stabile și productive”. Cu toate acestea, generalul Clay a avut nevoie de peste două luni ca să învingă rezistența continuă a personalului său față de noua directivă dar, la 10 iulie 1947, aceasta a fost în cele din urmă aprobată în cadrul unei reuniuni a SWNCC⁠(d). Versiunea finală a documentului „a fost epurată de cele mai importante elemente ale Planului Morgenthau”:443.
Restricțiile impuse producției industriei grele germane au fost astfel parțial ameliorate, deoarece nivelurile permise de producție de oțel au fost ridicate de la 25% din capacitatea dinainte de război la o nouă limită stabilită la 50 % din capacitatea de dinainte de război.

## Consecințe economice
Vedeți și:  Politica alimentară americană în Germania ocupată

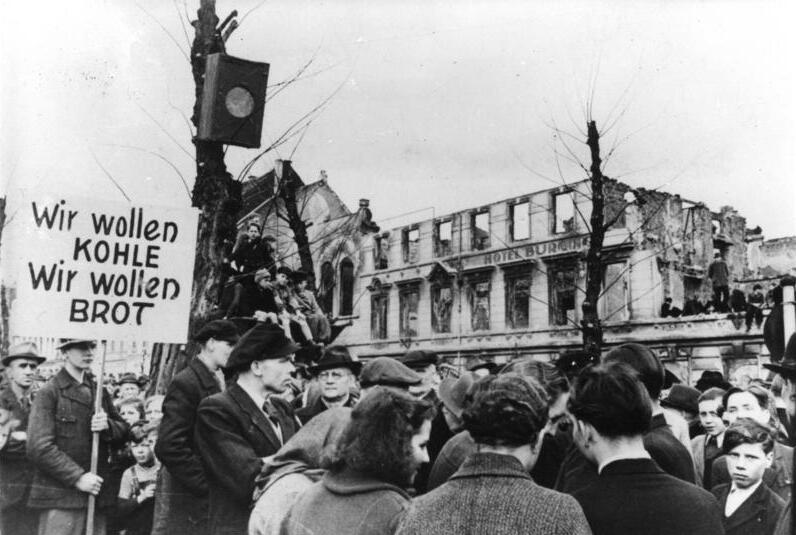
„Iarna foamei” din 1947: Mii de oameni protestează împotriva situației alimentare dezastruoase (31 martie 1947). Pe panicardă se poate citi „Vrem cărbune, vrem pâine”

Reducerea producției de oțel care a rezultat din primul și al doilea plan privind „nivelul industriei” a dus la apariția unui blocaj în producția de oțel care a forțat alte părți ale industriei germane să scadă sub propriile niveluri de producție permise. Economia din zonele de ocupație americană și britanică a ajuns în cele din urmă la fundul sacului la începutul anului 1948, ca urmare a acestei situații:128.
Problemele din industria siderurgică și efectele lor asupra economiei germane în ansamblu au fost agravate de interdicția de a importa minereu de fier suedez de înaltă calitate. Până la ridicarea acestei interdicții în 1948, oțelăriile germane au fost nevoite să se bazeze pe minereul local de calitate inferioară, a cărui prelucrare necesita o cantitate aproape dublă de cărbune. În plus, până la 1 aprilie 1948, germanii au fost obligați să își vândă oțelul la prețurile din timpul războiului, ceea ce a însemnat pierderi mari pentru industrie:130. În plus, încercările de „decartelizare” a industriei siderurgice germane au contribuit, de asemenea, la producția scăzută.
Comisia Aliată de Control a stabilit prețul pentru cărbunele german la jumătate din costul de producție:124. Din mai 1945 până în septembrie 1947, SUA, Regatul Unit și Franța au exportat cărbune german pentru 10,50 $/t, în timp ce prețul mondial se apropia de 25-30 $/t. În această perioadă, Aliații au scos din economia germană aproximativ 200.000.000 de dolari numai din această sursă. În septembrie 1947, prețul de export a fost majorat, dar a rămas stabilit la 5-7 dolari sub prețurile de pe piața mondială:124.

În Germania, penuria de alimente era o problemă acută. Conform UNRRA, în 1946-1947, aportul mediu de kilocalorii pe zi era estimat la 1.080:14, care, potrivit lui Alan S. Milward, era o cantitate insuficientă pentru sănătatea pe termen lung:18. Alte surse afirmă că aportul de kilocalorii în acei ani varia între 1.000 și 1.500. Subsecretarul american pentru Economie, William L. Clayton, a raportat la Washington că „milioane de oameni mor încet de foame”.
Germania a primit numeroase oferte din partea națiunilor vest-europene de a face schimb de alimente cu cărbunele și oțelul de care avea nevoie cu disperare. Nici italienii, nici olandezii nu au putut vinde legumele pe care le vânduseră anterior în Germania, astfel că olandezii au fost nevoiți să distrugă o parte considerabilă din recolta lor. Danemarca a oferit 150 de tone de untură pe lună, Turcia a oferit alune, Norvegia a oferit pește și ulei de pește, Suedia a oferit cantități considerabile de grăsimi. Cu toate acestea, Aliații nu le-au permis germanilor să facă comerț:125.
Carta UNRRA îi permitea organizației să opereze în Germania ca să ajute persoanele strămutate care nu erau etnici germani, dar nu îi permitea să ajute etnicii germani. În 1948, după trei ani de ocupație, cheltuielile combinate ale SUA și Regatului Unit pentru ajutoarele alimentare în Germania prin Ajutorul Guvernamental și Asistență în Zonele Ocupate⁠(d) și alte mijloace se ridicau la un total de aproape 1,5 miliarde de dolari (care au fost facturate germanilor). Cu toate acestea, potrivit lui Nicholas Balabkins, rațiile alimentare germane erau deficitare din punct de vedere al compoziției și rămâneau cu mult sub nivelurile nutriționale minime recomandate:107. Oficialii din conducere au recunoscut că rațiile distribuite „reprezentau un nivel de înfometare destul de accelerat”:107

## Despăgubiri de război și exploatare
Aliații au confiscat numeroase proprietăți intelectuale germane (brevete și drepturi de autor, dar și mărci comerciale). Începând imediat după capitularea Germaniei și continuând în următorii doi ani, SUA au pus în aplicare un program intens pentru colectarea tuturor cunoștințelor tehnologice și științifice, precum și a tuturor brevetelor din Germania. John Gimbel ajunge la concluzia, în cartea sa Science Technology and Reparations: Exploitation and Plunder in Postwar Germany, că „reparațiile intelectuale” luate de SUA (și Marea Britanie) s-au ridicat la aproape 10 miliarde:206. Se poate face o comparație cu PIB-ul SUA din 1948 de 258 de miliarde de dolari și cu cheltuielile totale ale planului Marshall (1948-1952) de 13 miliarde de dolari, din care Germania a primit 1 miliard de dolari sub formă de împrumuturi și 400 de milioane de dolari sub formă de granturi. Concurenții americani ai firmelor germane au fost încurajați de autoritățile de ocupație să acceseze toate documentele și instalațiile. În 1947, directorul Biroului de servicii tehnice al Departamentului Comerțului din SUA a declarat în fața  Congresului:
 Justificarea fundamentală a acestei activități este că noi am câștigat războiul, iar germanii nu. Dacă germanii ar fi câștigat războiul, ar fi fost aici, în Schenectady și Chicago și Detroit și Pittsburgh, făcând aceleași lucruri
Un raport german din 1 mai 1949 menționa că mulți întreprinzători preferau să nu facă cercetări în conformitate cu reglementările în vigoare (Legea nr. 25 a Comisiei Aliate de Control), de teamă ca cercetările să nu le aducă beneficii directe concurenților lor. Legea impunea raportarea detaliată către Aliați a tuturor rezultatelor cercetărilor.
Brevetele, desenele și echipamentul fizic luate în Germania includeau elemente (sau desene pentru) precum microscoape electronice, produse cosmetice, utilaje textile, magnetofoane, insecticide, o mașină unică de împachetat ciocolată, o mașină de fabricare continuă a untului, un împrăștiator de gunoi de grajd, polizoare pentru patine de gheață, mașini de șervețele de hârtie, „și alte tehnologii - aproape toate acestea erau fie noi pentru industria americană, fie «cu mult superioare» față de orice era utilizat în Statele Unite”.
Britanicii au luat și secrete comerciale, răpind oameni de știință și tehnicieni germani sau pur și simplu internând oameni de afaceri germani dacă refuzau să dezvăluie secrete comerciale.
Konrad Adenauer a declarat:
 Potrivit unei declarații făcute de un expert american, brevetele care au aparținut anterior IG Farben⁠(d) au dat industriei chimice americane un avans de cel puțin 10 ani. Prejudiciul astfel cauzat economiei germane este imens și nu poate fi evaluat în cifre. Este extrem de regretabil că nici noile invenții germane nu pot fi protejate, deoarece Germania nu este membră a Uniunii brevetelor. Marea Britanie a declarat că va respecta invențiile germane indiferent de ceea ce ar putea spune tratatul de pace. Dar America a refuzat să facă o astfel de declarație. Prin urmare, inventatorii germani nu sunt în măsură să își exploateze propriile invenții. Acest lucru pune o frână considerabilă dezvoltării economice germane:148.
În directiva JCS 1067 existau dispoziții care permiteau reținerea oamenilor de știință germani în scopul obținerii de informații, după caz. Deși obiectivul inițial al exploatării a fost orientat către mijloace militare, multe dintre informațiile colectate de Field Information Agency, Technical⁠(d) au fost rapid adaptate din punct de vedere comercial, până la punctul în care Biroul asistentuluil Secretarului de Stat pentru zonele ocupate a solicitat ca tratatul de pace cu Germania să fie redactat pentru ca să protejeze industria americană de procese.
Statele Unite nu au făcut nicio încercare de estimare a valorii a ceea ce a fost luat Germaniei, iar în cadrul tratatelor care au condus la suveranitatea Germaniei de Vest în 1955, vest-germanii au trebuit să renunțe în mod oficial la orice pretenție de eventuală compensare pentru toate tipurile de active luate, inclusiv know-how-ul științific și tehnic. Gimbel a remarcat faptul că acest lucru a făcut practic imposibilă o contabilizare ulterioară.
Proprietatea confiscată în Germania nu a respectat normele Convențiiilor de la Haga, care interzic confiscarea proprietății private a inamicului „cu excepția cazului în care este susceptibilă de utilizare militară directă”, dar există argumente juridice potrivit cărora ocupația aliată a Germaniei nu a fost legată de Convențiile de la Haga, deoarece dacă statul german nu mai exista, iar convenția se aplica numai ocupării teritoriului aparținând uneia dintre puterile contractante, atunci aceasta nu acoperea teritoriile Germaniei de după război:93. Cu toate acestea, statutul juridic al Germaniei sub ocupație este neclar, mai ales că Debellatio⁠(d) implică în general dizolvarea completă și anexarea statului învins, ceea ce nu a avut loc și, într-adevăr, în  Declarația de la Berlin s-a negat categoric că Germania ar fi fost anexată. Cu toate acestea, sfertul estic al Germaniei a fost ulterior anexat și locuitorii săi germani expulzați.

## Planul Marshall plan
Cu aliații occidentali devenind în cele din urmă îngrijorați de deteriorarea situației economice din „Trizona” lor. Planul Marshall al SUA de ajutor economic pentru Europa a fost extins și la Germania de Vest în 1948 și o reformă monetară, care fusese interzisă sub directiva de ocupație JCS 1067, a introdus marca germană și a oprit inflația galopantă.

## Regiunea Ruhr
Ruhrul se afla în zona de ocupație britanică din Germania după încheierea războiului. Acordul Ruhr a fost impus germanilor ca o condiție pentru ca să li se permită să fondeze Republica Federală Germania. Prin controlul producției și distribuției de cărbune și oțel (adică cât de mult cărbune și oțel ar primi germanii înșiși), Autoritatea Internațională pentru Ruhr controla de fapt întreaga economie a Germaniei de Vest, spre nemulțumirea germanilor. Totuși, germanilor li s-a permis să-și trimită delegațiile la Autoritatea Internațională pentru Ruhr după acordul de la Petersberg. Cu acordul Germaniei de Vest de a se alătura Comunității Europene a Cărbunelui și Oțelului pentru a ridica restricțiile impuse de  Autoritatea Internațională pentru Ruhr (AIR), asigurând astfel securitatea Franței prin perpetuarea accesului francez la cărbunele din Ruhr, rolul AIR a fost preluat de Comunitatea Europeană a Cărbunelui și Oțelului.

## Regiunea Saar
Cu permisiunea S.U.A., (după cum se poate vedea în Discursul de la Stuttgart al secretarului se stat american ), Franța a extins granițele Saarland prin adăugarea unor părți din Renania, teritoriu pe care mai apoi l-a organizat ca protectorat în 1947. Acest lucru a fost făcut ca Saarland, care devenise a doua cea mai mare sursă de cărbune rămasă din Germania, să nu mai contribuie la creșterea capacității industriale germane. Zona a fost integrată în economia franceză și, deși nominal independent din punct de vedere politic, politicile sale de securitate și externă au fost decise la Paris, care a menținut și un Înalt Comisar cu puteri largi în protectorat.

## Uniunea Sovietică
În conformitate cu acordurile cu URSS, transportul de instalații industriale germane dezmembrate din vestul țării a început la 31 martie 1946. Până în august 1947, 11.100 de tone de echipamente (inclusiv mari părți ale șinelor de cale ferată) fuseseră expediate spre est ca reparații către Uniunea Sovietică.
În conformitate cu termenii acordului, Uniunea Sovietică urma să trimită în zonele de vest ale Germaniei în schimb materii prime, cum ar fi alimente și lemn. Cum sovieticii nu s-au achitat de această datorie, SUA au oprit temporar transporturile către răsărit, pentru ca ele să nu mai fie reluate vreodată. S-a demonstrat mai târziu că, deși oprirea transporturilor a fost utilizată din motive de propagandă pentru războiul rece, principalul motiv pentru oprirea transporturilor către est nu a fost comportamentul URSS, ci mai degrabă atitudinea agresivă a Franței.
Printre instalațiile trimise în URSS de aflau echipamente de la fabrica de rulmenți cu bile Kugelfischer de la Schweinfurt, de la uzina subterană de motoare de aeronave Daimler-Benz de la Obrigheim, de la șantierele navale Deschimag⁠(d) de la Bremen și uzina electrică Gendorf.

## Încetare procesului de dezmembrare
Dezmembrarea industriei germane a continuat iar, în 1949, Konrad Adenauer le-a scris Aliaților solicitând încetarea acesteia, invocând contradicția inerentă dintre încurajarea creșterii industriale și eliminarea fabricilor, precum și lipsa de popularitate a acestei politici:259
Sprijinul pentru dezmembrare venea în principal din partea francezilor, iar Acordul Petersberg din noiembrie 1949 a redus semnificativ nivelurile acestei acțiuni, deși demontarea fabricilor mai mici a continuat până în 1951:260.
În 1951, Germania de Vest a fost de acord să se alăture Comunității Europene a Cărbunelui și Oțelului (CECO) în anul următor. Aceasta a însemnat că unele dintre restricțiile economice asupra capacității de producție și asupra producției efective care au fost impuse de Autoritatea Internațională pentru Ruhr au fost ridicate și că rolul acesteia a fost preluat de CECO:61-62.
Ultimele limitări ale nivelurilor industriale germane au fost ridicate după ce Comunitatea Europeană a Cărbunelui și Oțelului a început să funcționeze în iulie 1952, deși fabricarea de arme a rămas interzisă:270-271. Eforturile Aliaților de „deconcentrare și reorganizare” a industriei germane de cărbune, fier și oțel au fost, de asemenea, continuate.
Deși dezmembrarea industriei vest-germane s-a încheiat în 1951, „dezarmarea industrială” a persistat prin restricții asupra producției reale de oțel german și asupra capacităților de producție, precum și în restricțiile asupra industriilor cheie. Toate restricțiile rămase au fost ridicate doar când ocupația aliată a Germaniei de Vest sa încheiat la 5 mai 1955. Potrivit lui Frederick H. Gareau, deși politica SUA sa schimbat cu mult înainte de aceasta; „ultimul act al dramei Morgenthau a avut loc la acea dată (5 mai 1955) sau când Saar a fost returnat Germaniei (1 ianuarie 1957).”:520
Vladimir Petrov a tras concluzia că Aliații „au întârziat cu câțiva ani reconstrucția economică a continentului sfâșiat de război, reconstrucție care ulterior a costat SUA miliarde de dolari”:263